# راديو الرومانسية
راديو الرومانسية ((هانغل: 라디오 로맨스)) مسلسل تلفزيوني درامي رومانسي كوري جنوبي تم بثه على كي بي إس 2 من 29 يناير إلى 20 مارس، 2018.

## قصة
اعتادت سونج جيو ريم سماع البرامج الاذاعية مع والدتها الكفيفة لتصبح فيما بعد كاتبة لبرنامج اذاعي رغم قلة موهبتها وتنجح بتعيين النجم جي سو هو للعمل معها وانقاذ البرنامج من خطر الإلغاء.

## الإنتاج
تم إجراء القراءة الأولى للسيناريو للممثلين في 19 ديسمبر 2017 في محطة البث KBS Annex في يويدو، سيول.

## روابط خارجية
- راديو الرومانسية على موقع IMDb (الإنجليزية)
- راديو الرومانسية على موقع نتفليكس (الإنجليزية)
- راديو الرومانسية على موقع ليتربوكسد (الإنجليزية)
- راديو الرومانسية على موقع كينوبويسك (الروسية)
- راديو الرومانسية على موقع قاعدة بيانات الفيلم (الإنجليزية)